# Jefe de Gobierno de Ciudad de México
El Jefe o jefa de Gobierno de la Ciudad de México es el titular del poder ejecutivo de la entidad. Es elegido mediante voto directo y universal. Una vez electo, entra en funciones el 5 de octubre del año de la elección. Su cargo dura un periodo de seis años, sin posibilidad de reelección; ni siquiera en el caso de haberlo desempeñado como interino, provisional o sustituto. El cargo solo es renunciable por causa grave, que deberá ser calificada por el Congreso Local. En caso de muerte, destitución o renuncia, asume de manera inmediata y provisional el cargo, el secretario de gobierno, después, con las reservas que contempla la constitución local, corresponde al Congreso nombrar un sustituto o interino; en caso de que esa ausencia se produzca el día de la toma de posesión, asumirá provisionalmente el cargo, el presidente del Congreso local.
El cargo existe desde su inclusión en la Constitución federal vigente y el Estatuto de Gobierno del Distrito Federal, a través de la reforma política de 1993, siendo su primer titular Cuauhtémoc Cárdenas desde el 5 de diciembre de 1997. En suma diez individuos ocuparon en el mismo número de periodos distintos la jefatura de gobierno, ya fuera de manera constitucional, provisional, interina, sustituta o incluso como encargado de despacho.
La vigente Constitución local prevé dicho cargo en su título quinto, capítulo segundo, y es abordado por los tres apartados, y diversos puntos e incisos, que componen el artículo 32. En ellos se especifican las obligaciones, facultades, requisitos y restricciones al cargo; especificaciones que van desde el mando de la fuerza pública de la Ciudad (policía local y guardia nacional adscrita); la titularidad de las políticas económica, desarrollo social y de seguridad pública; la promulgación y ejecución de las leyes emitidas por el poder legislativo; proponer nombramientos a cargos que requieren aprobación del Congreso o el Tribunal Superior de Justicia; y diversas prerrogativas concedidas en otros artículos de la misma carta magna y las leyes locales.
Además, es la cabeza de la Administración Pública Local y es auxiliado por un gabinete compuesto por varias secretarías, dependencias locales, organismos descentralizados y direcciones generales, los cuales tienen a su cargo diversas carteras de interés público, además de distintos asesores adscritos a la oficina de la jefatura de gobierno.

## Desarrollo histórico

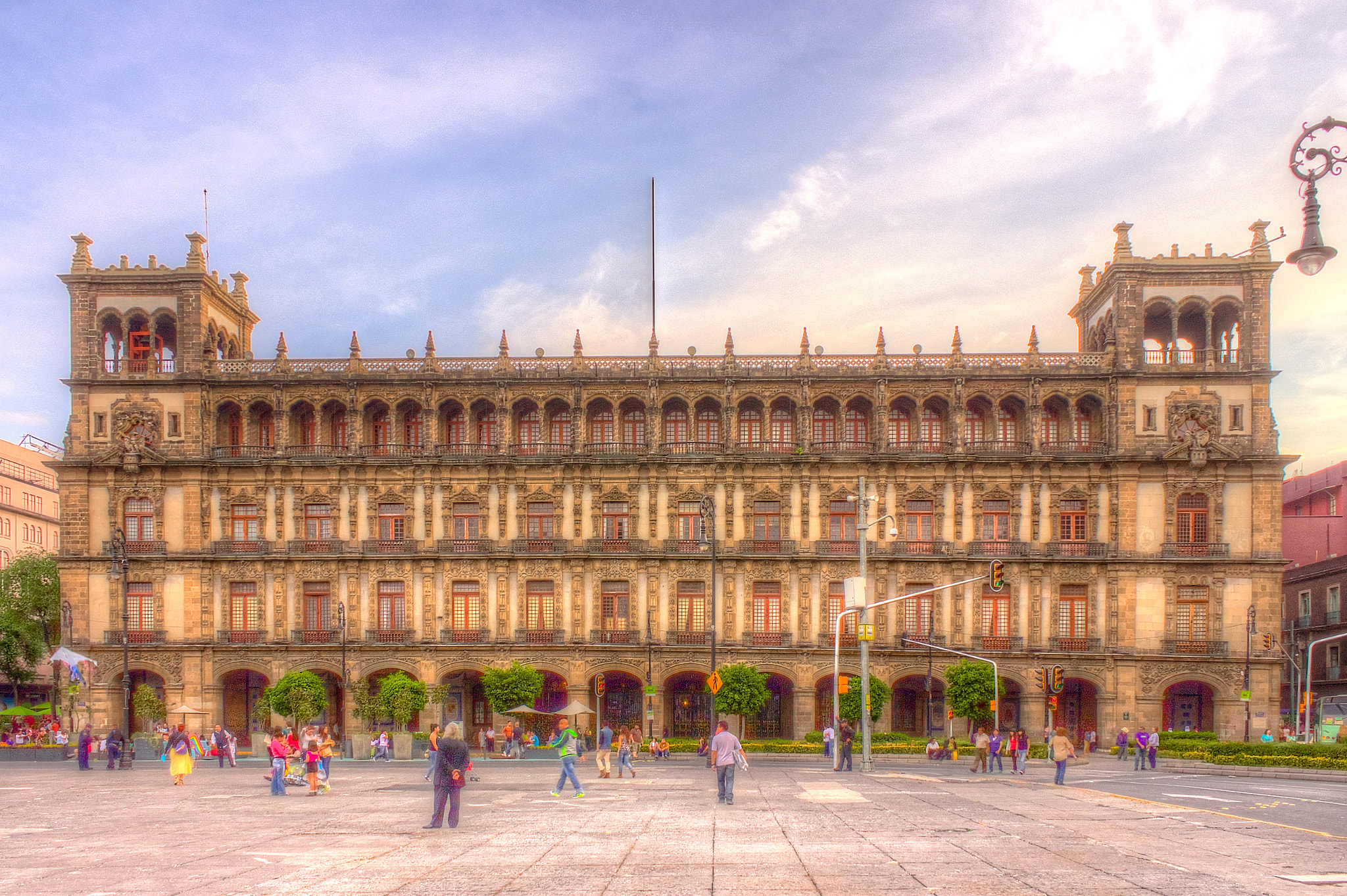
Antiguo Palacio del Ayuntamiento, sede del poder ejecutivo de Ciudad de México.

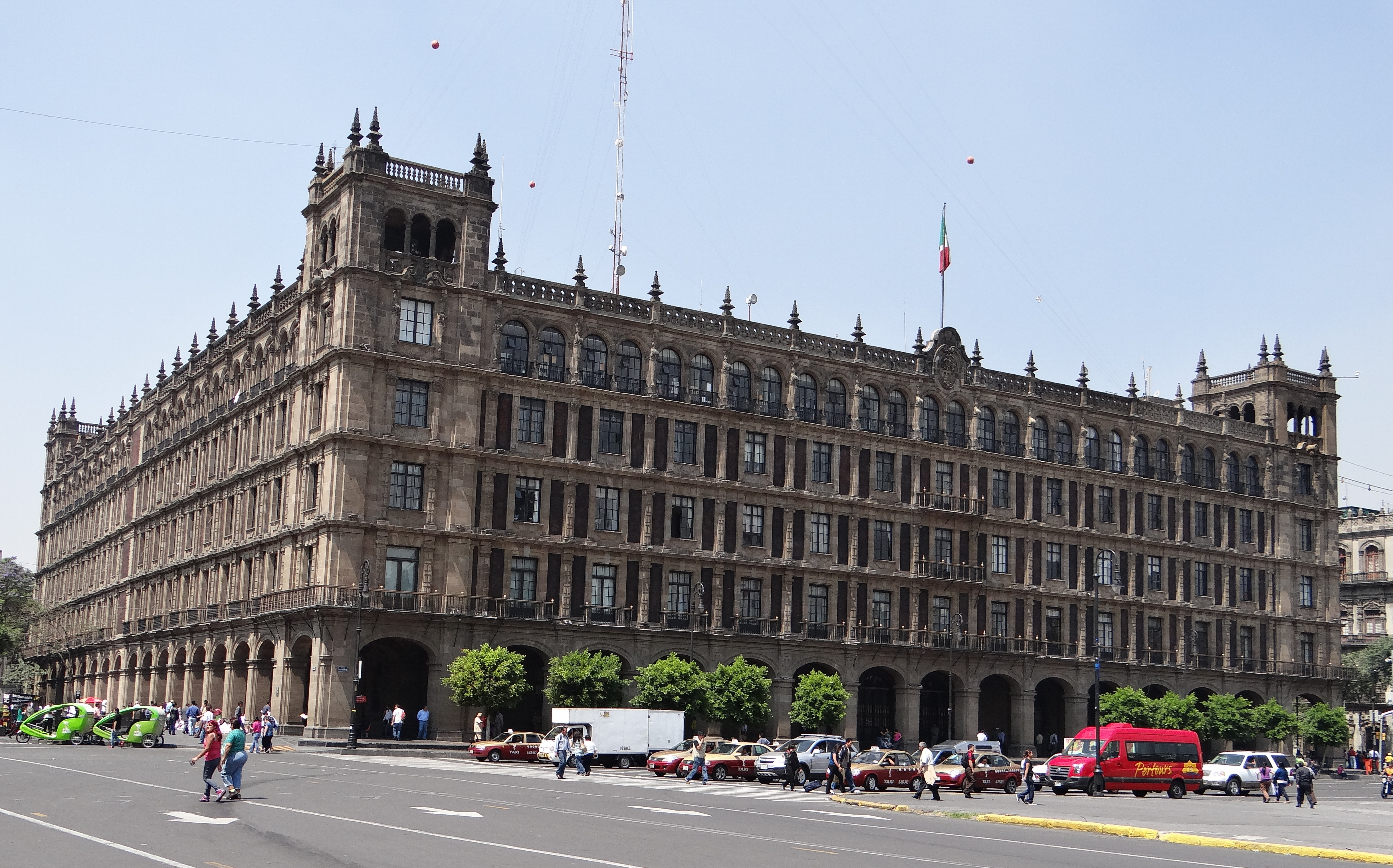
Edificio de Gobierno de la Ciudad de México, junto al Antiguo Palacio del Ayuntamiento aglomera distintas oficinas del gobierno capitalino.

Los primeros documentos normativos del movimiento insurgente, en el marco de la Guerra de Independencia, no mencionaban con exactitud los cargos en los que se depositarían los poderes locales en las provincias de Nueva España; sin embargo sí marcaban la pauta de constituir una federación que implicaba, trasladar a escala provincial, los mismos cargos que se establecieran para toda la nación. Tal fue el caso de la Constitución de Apatzingán que hacia mención de los diputados como representantes de las provincias para la eventual fundación de un Congreso Nacional. No obstante, en el caso de la Ciudad de México capital del virreinato, las únicas menciones hechas por los referidos documentos fueron el reconocimiento de ella como consecuente capital de la nueva nación, referencia realizada por los Elementos Constitucionales de 1812, y por los Tratados de Córdoba de 1821, que la declaraba capital del Imperio Mexicano, aunque sin especificar su organización política. El estatus de sede de gobierno fue ratificado en el Acta de Independencia del Imperio Mexicano, que la nombraba Capital del Imperio.
El 20 de septiembre de 1821, el último cabildo virreinal, recibió al último representante del Rey de España, que llegaba a gobernar, Juan O'Donoju, este mismo recibió a la puerta del Palacio Virreinal a Agustín de Iturbide entregándole las llaves de la ciudad con lo que se disolvió el Ayuntamiento de México dando paso al periodo independiente.
Por razones prácticas el cuerpo continuó funcionando con las mismas reglas generales, luego que el Reglamento Provisional Político del Imperio Mexicano, promulgado el 18 de diciembre de 1822, determinara para los pueblos, villas y ciudades mantener la misma administración de la Constitución de Cádiz, es decir, un Ayuntamiento integrado por uno o dos alcaldes, varios regidores, un sindico y un procurador, y el representante Real; con la variante de que los puestos ya no eran a perpetuidad y el representante Real fue sustituido por un representante del Emperador Mexicano y a partir de la caída del Primer Imperio Mexicano de un Representante de Congreso.
La Constitución de 1824, definió de manera ambigua el destino de Ciudad de México, pues estableció entre las facultades del Congreso, la de nombrar una sede de los poderes de la unión, por lo que se abrió un largo debate para ello, situación que alargó el periodo de gobierno del aún existente Ayuntamiento. Al erigirse y reglamentarse el Distrito Federal, se mantuvo el ayuntamiento de la ciudad pero ahora lo era también del Distrito Federal, que en ese momento solo era un territorio de 8.3 km de diámetro, teniendo como centro la Plaza de la Constitución. Con la promulgación del decreto de creación de esta entidad federativa el 18 de noviembre de 1824, se estableció de manera definitiva la forma de gobierno y organización política de la capital. Se encargó su cuidado administrativo a una persona, que en dicha constitución se le denominaba "gobernador", que era elegido directamente por el Ejecutivo Federal, dependía de este y coexistía con el Ayuntamiento. Si bien José Joaquín Francisco Jerónimo Morán y del Villar-Cossío y Melchor Múzquiz ya habían gobernado con la denominación de "Gobernador", sería Manuel Gómez Pedraza el primero en ocupar el puesto de manera constitucional, luego de promulgado el mencionado decreto, (aunque ya gobernaba a partir del 3 de marzo de 1824).
A lo largo del siglo XIX, la inestabilidad política que vivió el país, se trasladó a la realidad capitalina; las invasiones estadounidense y francesa; Así como los conflictos entre liberales y conservadores (en cualquiera de sus variantes como bandos antagónicos: republicanos contra monárquicos y federalistas contra centralistas) ocasionaban, revueltas, motines e incluso guerras civiles como la Guerra de Reforma. Todo lo anterior obligaba a una gran cantidad de autoridades electas a dimitir a escasos meses de ejercer la responsabilidad, o a nombrar un sustituto mientras reorganizaban la defensa del régimen.
A todo ello se suma el cambio de paradigma constitucional que vivieron todos las entidades durante los regímenes centralistas. Las Siete Leyes de 1836 y las Bases Orgánicas de 1843 suprimieron el sistema federalista; no obstante, la capital del país solo perdió su condición o denominación de Distrito Federal, pues sus autoridades locales siguieron ligadas directamente al presidente de la república; aunque las funciones de su gobernador eran más parecidas a las de un Alcalde, y en tiempos de guerra, a las de un Jefe Militar. Esta condición se repitió durante el Segundo imperio cuando el cargo se sustituyó por el de Prefecto político, aunque dada su condición de "Capital Imperial", con funciones más cercanas a las de un Alcalde y sujeto directamente a la autoridad del Emperador.
La Constitución de 1857 restableció el cargo de gobernador, hecho con el que además, reconoció como entidad federativa, con la denominación de Estado del Valle de México, al Distrito Federal; aunque bajo la indicación de que solo podría alcanzar dicha categoría (la de estado), en caso de que los Poderes de la Unión abandonaran la Ciudad de México. Sin embargo la carta magna si depositó la elección de las autoridades locales en el voto popular, por primera vez en la historia. Durante el porfiriato las figuras de los ejecutivos locales, además de ser muy cercanas al presidente Porfirio Díaz, estuvieron casi siempre ligadas a los cacicazgos militares y económicos, situación que, aunque fortaleció y consolidó el cargo, devino en autoritarismos locales.
Durante la Revolución mexicana el cargo padeció constantes cambios, producto de la entrada o salida de distintos bandos armados que impulsaban o imponían a gobernadores leales de acuerdo a las circunstancias. La Constitución de 1917 reafirmó el federalismo y el estatus especial de Ciudad de México, es decir, un Distrito Federal con autoridades electas y con la eventualidad de volverse estado solo si dejase de ser la sede de los poderes de la unión.
Las reformas a la constitución y diversas leyes sobre el estatus del Distrito Federal y la administración pública en 1928, impulsadas por el presidente Plutarco Elías Calles, desaparecieron las instituciones municipales, el cargo de gobernador y la elección popular de autoridades locales, pasando el Distrito Federal a ser administrado completamente por los Poderes de la Unión. El Presidente de la República se haría cargo del poder ejecutivo a través del Jefe del Departamento del Distrito Federal (llamado Departamento Central entre 1928 y 1941), que formaría parte del gabinete.
En 1993, mediante una reforma constitucional, se otorgó mayor autonomía al Distrito Federal a través de la eliminación de la figura del Jefe del Departamento del Distrito Federal y la creación del Jefe del Gobierno del Distrito Federal, quien sería electo de manera directa por los ciudadanos; además se otorgaron mayores facultades al órgano legislativo local, denominado como la Asamblea Legislativa del Distrito Federal, creada como Asamblea de Representantes en 1988. En las elecciones locales del 6 de julio de 1997 se llevaron a cabo las primeros comicios para Jefe de Gobierno del Distrito Federal que dieron el triunfo a Cuauhtémoc Cárdenas Solórzano del Partido de la Revolución Democrática con el 48.11 % de los votos, frente al 25.58 % de Alfredo del Mazo González del Partido Revolucionario Institucional y el 15.58 % de Carlos Castillo Peraza del Partido Acción Nacional. A partir de entonces y hasta las elecciones locales de 2018, este partido mantuvo el gobierno de la capital.
En 2015, se propuso una reforma política para el Distrito Federal, la cual fue promulgada el 29 de enero de 2016. La reforma concluyó con la redacción de una constitución propia para la ciudad; otorgándole en la carta magna federal, los mismos derechos y facultades de cualquier estado, pero que, considerando su categoría de capital de la república, conserva la denominación de entidad federativa; también se dejan de emplear los nombres México D.F. y Distrito Federal, para usar únicamente el término Ciudad de México. Lo anterior incluyó el cambio de denominación para el titular del poder ejecutivo, ahora nombrado Jefe de Gobierno de la Ciudad de México, y con una mayor amplitud de facultades, como la dirección de la fuerza pública local, hasta entonces en manos de los poderes de la unión. Bajo este formato, Claudia Sheinbaum de Morena es la primera electa, esto en las elecciones locales de 2018.

## Funciones
De acuerdo al artículo 32, apartado C, base primera, de la Constitución Política de la Ciudad de México, las funciones del jefe de Gobierno de Ciudad de México son las siguientes:

a)  Promulgar y ejecutar las leyes y decretos expedidos por el Congreso de la Ciudad de México, proveyendo en la esfera administrativa a su exacta observancia;

b)  Cumplir y hacer cumplir la Constitución Política de los Estados Unidos Mexicanos, la Constitución local y las leyes generales expedidas por el Congreso de la Unión y por el Congreso de la Ciudad de México;
c)  Nombrar y remover libremente a su gabinete o proponer ante el Congreso de la Ciudad de México a las y los integrantes del mismo para su ratificación, en caso de gobierno de coalición. La o el Jefe de Gobierno deberá garantizar la paridad de género en su gabinete;
d)  Presentar al Congreso de la Ciudad de México la iniciativa de Ley de Ingresos y el Proyecto de Presupuesto de Egresos en los términos previstos por la Constitución Política de la Ciudad de México;
e)  Proponer al Congreso a la persona titular encargada del control interno de la Ciudad de México observando lo dispuesto en el numeral 3 del artículo 61 de Constitución Política de la Ciudad de México;
f) Remitir en los términos que establezca la Constitución Política de los Estados Unidos Mexicanos la propuesta de los montos de endeudamiento necesarios para el financiamiento del Presupuesto de Egresos de la Ciudad e informar sobre el ejercicio de los recursos correspondientes, en los términos que disponga la ley en la materia;
g)  Realizar estudios, análisis e investigaciones apropiadas que permitan proponer al Gobierno Federal la implementación de políticas de recuperación de los salarios mínimos históricos de las personas trabajadoras de la Ciudad de México;
h)  Presentar la Cuenta de la hacienda pública de la Ciudad;
i)  Rendir al Congreso de la Ciudad los informes anuales sobre la ejecución y cumplimiento de los planes, programas y presupuestos;
j)  Presentar observaciones a las leyes y decretos expedidos por el Congreso de la Ciudad, en los plazos y bajo las condiciones señaladas en las leyes;
k)  Dirigir las instituciones de seguridad ciudadana de la entidad, así como nombrar y remover libremente a la persona servidora pública que ejerza el mando directo de la fuerza pública;
l)  Expedir las patentes de Notario para el ejercicio de la función notarial en favor de las personas que resulten triunfadoras en el examen público de oposición correspondiente y acrediten los demás requisitos que al efecto establezca la ley de la materia, misma que invariablemente será desempeñada por profesionales del Derecho independientes económica y jerárquicamente del poder público;
m)  Emitir anualmente los tabuladores de sueldos de las personas servidoras públicas del Gobierno de la Ciudad de México, incluyendo alcaldías, fideicomisos públicos, instituciones, organismos autónomos y cualquier otro ente público, mediante los cuales se determine una remuneración adecuada e irrenunciable por el desempeño de su función, empleo, cargo o comisión, así como definir los catálogos de puestos de las personas servidoras públicas;
n)  Informar de manera permanente y completa mediante el sistema de gobierno abierto;
o)  Garantizar los derechos laborales de las personas trabajadoras del Poder Ejecutivo y de sus alcaldías;
p)  Las que señala la Constitución Política de los Estados Unidos Mexicanos; y
q)  Las demás expresamente conferidas en la presente Constitución y las leyes.

## Requisitos para ejercer el cargo
De conformidad con el artículo 32, apartado B, de la Constitución Política de la Ciudad de México, y en apego a lo señalado en la Base Tercera del apartado A del artículo 122 de la Constitución Política de los Estados Unidos Mexicanos, son requisitos para ser jefe de Gobierno los siguientes:
a)  Ser ciudadana o ciudadano originario de la Ciudad de México en pleno goce de sus derechos;
b)  Para las personas no nacidas en la Ciudad, se requerirá vecindad de al menos 5 años. La ausencia de la Ciudad hasta por seis meses no interrumpe la vecindad, así como la ausencia por cumplimiento de un encargo del servicio público;
c)  Tener 30 años cumplidos al día de la elección;
d)  No haber recibido sentencia por delito doloso, delito sexual y delitos contra la integridad femenina
e)  No ser titular de una Secretaría o Subsecretaría en el Ejecutivo local o federal, a menos que se separe definitivamente de su puesto al menos 180 días antes de la jornada electoral local correspondiente;
f)  No tener mando en instituciones militares o policiales, a menos que se separe del cargo antes de la fecha de inicio del proceso electoral local correspondiente;
g)  No ejercer una magistratura de Circuito o ser Juez de Distrito en la Ciudad de México, a menos que se haya separado definitivamente de sus funciones antes de la fecha de inicio del proceso electoral local correspondiente;
h)  No ejercer una magistratura en el Poder Judicial, el Tribunal de Justicia Administrativa ni ser integrante del Consejo de la Judicatura de la Ciudad de México, ni del Tribunal Local de Conciliación y Arbitraje, a menos que se haya separado definitivamente de sus funciones antes de la fecha de inicio del proceso electoral local correspondiente;
i)  No ser legislador local o federal, ni ser titular o concejal de una alcaldía, dependencia, unidad administrativa, órgano desconcentrado, organismo autónomo o entidad paraestatal de la Administración Pública de la Ciudad de México o de la Fiscalía General de Justicia de la Ciudad de México, a menos que se haya separado definitivamente de sus funciones al menos 180 días antes de la jornada electoral local correspondiente;
j)  No ser ministro de culto religioso, a menos que hubiere dejado de serlo con cinco años de anticipación y en la forma que establezca la ley; y
k)  No haber sido consejera o consejero, magistrada o magistrado electorales, a menos que haya concluido su encargo o se haya separado del mismo, al menos tres años antes de la fecha de inicio del proceso electoral local correspondiente.